# Ladonia (Alabama)
Ladonia – jednostka osadnicza w Stanach Zjednoczonych, w stanie Alabama, w hrabstwie Russell.